# Парма (Міссурі)
Парма (англ. Parma) — місто (англ. city) в США, в окрузі Нью-Мадрид штату Міссурі. Населення — 555 осіб (2020).

## Географія
Парма розташована за координатами 36°36′40″ пн. ш. 89°49′5″ зх. д. / 36.61111° пн. ш. 89.81806° зх. д. (36.611053, -89.818126).  За даними Бюро перепису населення США в 2010 році місто мало площу 1,80 км², з яких 1,80 км² — суходіл та 0,00 км² — водойми. В 2017 році площа становила 1,65 км², з яких 1,65 км² — суходіл та 0,00 км² — водойми.

## Демографія
Згідно з переписом 2010 року, у місті мешкало 713 осіб у 283 домогосподарствах у складі 196 родин. Густота населення становила 396 осіб/км².  Було 342 помешкання (190/км²).
Расовий склад населення:
| - 67,5 % — білих - 29,5 % — чорних або афроамериканців - 0,6 % — вихідців з тихоокеанських островів - 0,1 % — корінних американців - 1,1 % — осіб інших рас |

До двох чи більше рас належало 1,3 %. Частка іспаномовних становила 2,8 % від усіх жителів.
За віковим діапазоном населення розподілялося таким чином: 26,2 % — особи молодші 18 років, 58,8 % — особи у віці 18—64 років, 15,0 % — особи у віці 65 років та старші. Медіана віку мешканця становила 39,8 року. На 100 осіб жіночої статі у місті припадало 95,9 чоловіків;  на 100 жінок у віці від 18 років та старших — 86,5 чоловіків також старших 18 років.
Середній дохід на одне домашнє господарство  становив 27 875 доларів США (медіана — 22 857), а середній дохід на одну сім'ю — 29 536 доларів (медіана — 26 442). Медіана доходів становила 25 750 доларів для чоловіків та 25 521 долар для жінок. За межею бідності перебувало 40,5 % осіб, у тому числі 66,0 % дітей у віці до 18 років та 2,3 % осіб у віці 65 років та старших.
Цивільне працевлаштоване населення становило 130 осіб. Основні галузі зайнятості: виробництво — 20,0 %, транспорт — 19,2 %, роздрібна торгівля — 19,2 %.